# Estação Autódromo
A Estação Autódromo é uma estação ferroviária pertencente à Linha 9–Esmeralda, operada pela ViaMobilidade. Está localizada no município de São Paulo, no distrito de Cidade Dutra, a 600 metros do Autódromo de Interlagos.

## História
Localizada próxima à estação, existe a desativada Estação Cidade Dutra, que atendia ao público do autódromo até os anos 1970, quando foi fechada. É a única estação remanescente com características originais da construção da linha pela Estrada de Ferro Sorocabana, o então ramal de Jurubatuba, e pode ser vista a partir da plataforma da estação Autódromo, olhando para o norte.
A estação foi construída pela CPTM para atender o Autódromo de Interlagos e adjacências. Inaugurada em 17 de outubro de 2007, a estação foi a primeira a ter administração integrada entre CPTM e Metrô. Também é a primeira a ser entregue nos moldes do plano de transformar as linhas da CPTM em metrô de superfície, que consiste em menos tempo de espera na plataforma e mais conforto nas composições, entre outros aspectos.
A Estação Autódromo fica também próxima à entrada da Ciclovia do rio Pinheiros, tendo acesso pela Ponte Vitorino Goulart da Silva.
Em 20 de abril de 2021, foi concedida para o consórcio ViaMobilidade, composto pelas empresas CCR (atual Motiva) e RUASinvest, com a concessão para operar a linha por trinta anos. O contrato de concessão foi assinado e a transferência da linha foi realizada em 27 de janeiro de 2022.
Em 2024, foi lançado o Expresso GP SP, um serviço de trens expressos da ViaMobilidade visando agilizar o deslocamento dos passageiros que acessam o Autódromo de Interlagos em época de corridas, em especial, da Fórmula 1. Os trens partem da Estação Pinheiros, e fazem parada única na Estação Morumbi, chegando à Estação Autódromo em cerca de 25 minutos. Segundo a empresa, em sua estreia, o Expresso realizou 51 viagens entre os dias 1 e 3 de novembro de 2024, período em que ocorreram os treinos e a corrida no Autódromo, válidos pelo Grande Prêmio de São Paulo.

## Tabela
| Sigla | Estação   | Inauguração           | Integração               | Plataforma | Posição     | Notas                        |
| ----- | --------- | --------------------- | ------------------------ | ---------- | ----------- | ---------------------------- |
| AUT   | Autódromo | 17 de outubro de 2007 | Bilhete Único da SPTrans | Central    | Semielevada | Estação construída pela CPTM |